# Garnich
Garnich (lb. Garnech) − miejscowość i gmina (gemeng / commune / Gemeinde) w południowo-zachodnim Luksemburgu, w kantonie Capellen. Do 3 października 2015 gmina leżała w dystrykcie Luksemburg.  

## Podział administracyjny
Do gminy należy sześć miejscowości, w tym cztery (Uertschaft) oraz dwie lieu-dit:
1. Dahlem (Duelem)
2. Garnich (Garnech)
3. Grand-Bevange (Groussbéiweng), lieu-dit
4. Hivange (Héiweng / Hivingen)
5. Kahler (Koler)
6. Petit-Bevange (Klengbéiweng), lieu-dit